# Neuron McCullocha-Pittsa

Schemat neuronu McCullocha-Pittsa

Neuron McCullocha-Pittsa (ang. McCulloch-Pitts neuron, threshold neuron) – jeden z matematycznych modeli neuronu. Posiada wiele wejść i jedno wyjście. Każdemu z wejść przyporządkowana jest liczba rzeczywista - waga wejścia. Wartość na wyjściu neuronu obliczana jest w następujący sposób:
1. obliczana jest suma iloczynów wartości xi podanych na wejścia i wag wi wejść:
{\displaystyle s=w_{0}+\sum _{i=1}^{n}x_{i}w_{i}}
2. na wyjście podawana jest wartość funkcji aktywacji f(s) dla obliczonej sumy
Neuron McCullocha-Pittsa jest podstawowym budulcem sieci neuronowej perceptron.